# ELAN
Ne doit pas être confondu avec Loi ÉLAN.
ELAN (acronyme de « EUDICO Linguistic Anotator ») est un logiciel d'annotation de fichiers multimédias. Il fait partie de l'ensemble de logiciels destinés à la préservation des langues Language Archiving Technology, développés et maintenus dans le cadre du projet Language Archiving par le groupe technique de l'Institut Max-Planck de psycholinguistique (Nimègue, Pays-Bas).
La version 4.9.2 du logiciel est sortie le 21 décembre 2015. La version 1.1 était sortie dix ans plus tôt, le 28 février 2002.